# Sarah Healy
Sarah Healy (Monkstown, 13 febbraio 2001) è una mezzofondista irlandese.

## Record nazionali
Senior
- 1500 m piani indoor: 4'03"83 ( Liévin, 10 febbraio 2024)
- 3000 m piani indoor: 8'36"06 ( Metz, 3 febbraio 2024)

## Progressione

### 1500 metri piani
| Stagione | Misura  | Luogo      | Data      | Rank. Mond. |
| -------- | ------- | ---------- | --------- | ----------- |
| 2025     | 3'57"15 | Parigi     | 20-6-2025 |             |
| 2024     | 3'57"46 | Parigi     | 7-7-2024  |             |
| 2023     | 3'59"68 | Budapest   | 20-8-2023 |             |
| 2022     | 4'02"86 | Ostrava    | 31-5-2022 |             |
| 2021     | 4'07"12 | Sollentuna | 13-6-2021 |             |
| 2020     | 4'17"60 | Ostrava    | 8-9-2020  |             |
| 2019     | 4'12"00 | Marsiglia  | 2-7-2019  |             |
| 2018     | 4'09"95 | Tübingen   | 16-6-2018 |             |
| 2017     | 4'19"85 | Győr       | 29-7-2017 |             |
| 2016     | 4'27"90 | Watford    | 28-5-2016 |             |
| 2015     | 4'41"40 | Tullamore  | 30-5-2015 |             |

## Palmarès
| Anno | Manifestazione   | Sede      | Evento       | Risultato  | Prestazione | Note                  |
| ---- | ---------------- | --------- | ------------ | ---------- | ----------- | --------------------- |
| 2018 | Mondiali U18     | Győr      | 1500 m piani | Oro        | 4'18"71     | Record dei campionati |
| 2018 | Mondiali U18     | Győr      | 3000 m piani | Oro        | 9'18"05     | Record dei campionati |
| 2018 | Europei di cross | Tilburg   | Under 20     | 9ª         | 14'03"      |                       |
| 2019 | Europei U20      | Borås     | 1500 m piani | Argento    | 4'27"14     |                       |
| 2021 | Olimpiade        | Tokyo     | 1500 m piani | Batteria   | 4'09"78     |                       |
| 2021 | Europei di cross | Dublino   | Under 23     | 5ª         | 20'48"      |                       |
| 2022 | Mondiali indoor  | Belgrado  | 1500 m piani | Batteria   | 4'11"31     | [ 1 ]                 |
| 2022 | Mondiali         | Eugene    | 1500 m piani | Semifinale | 3'59"68     | [ 2 ]                 |
| 2022 | Europei          | Monaco    | 1500 m piani | Batteria   | 4'10"75     |                       |
| 2022 | Europei di cross | Venaria   | Under 23     | dnf        | dnf         |                       |
| 2023 | Europei U23      | Espoo     | 1500 m piani | Argento    | 4'07"36     |                       |
| 2023 | Mondiali         | Budapest  | 1500 m piani | Semifinale | 3'59"68     | [ 2 ]                 |
| 2024 | Mondiali indoor  | Glasgow   | 1500 m piani | Batteria   | 4'18"86     | [ 3 ]                 |
| 2024 | Europei          | Roma      | 1500 m piani | 7ª         | 4'06"77     |                       |
| 2024 | Giochi olimpici  | Parigi    | 1500 m piani | Batteria   | 4'02"91     |                       |
| 2025 | Europei indoor   | Apeldoorn | 3000 m piani | Oro        | 8'52"86     |                       |
| 2025 | Mondiali indoor  | Nanchino  | 3000 m piani | 6ª         | 8'40"00     |                       |

## Campionati nazionali
- 3 volte campionessa nazionale irlandese dei 1500 metri piani (2019, 2021, 2023)
- 2 volte campionessa nazionale irlandese indoor dei 1500 metri piani (2018, 2022)
- 1 volta campionessa nazionale irlandese dei 800 metri piani (2024)

## Altre competizioni internazionali
2015
- Oro al Festival olimpico della gioventù europea ( Győr), 1500 m piani - 4'19"85

2024
- 7ª al Meeting de Paris ( Parigi), 1500 m piani - 3'57"46
- 8ª al Golden Gala ( Roma), 1500 m piani - 3'58"42

2025
- Bronzo al Meeting international Mohammed VI d'athlétisme de Rabat ( Rabat), 3000 m piani - 8'27"06
- Oro al Golden Gala Pietro Mennea ( Roma), 1500 m piani - 3'59"17
- Argento al Meeting de Paris ( Parigi), 1500 m piani - 3'57"15
- Bronzo al London Athletics Meet ( Londra), miglio - 4'16"26